# اوسوالدو دیاس
اوسوالدو دیاس (اسپانیایی: Osvaldo Díaz‎؛ زادهٔ ۲۲ دسامبر ۱۹۸۱) بازیکن فوتبال اهل پاراگوئه بود.
از باشگاه‌هایی که در آن بازی کرده‌است می‌توان به باشگاه فوتبال لوگانو اشاره کرد.
وی همچنین در تیم‌های ملی فوتبال زیر ۲۰ سال پاراگوئه، زیر ۲۳ سال پاراگوئه و پاراگوئه بازی کرده‌است.